# Grocholub
Grocholub (dodatkowa nazwa w j. niem. Grocholub) – wieś w Polsce, położona w województwie opolskim, w powiecie krapkowickim, w gminie Walce. Historycznie leży na Górnym Śląsku, na ziemi prudnickiej.
W latach 1945–1954 miejscowość należała do gminy Walce w powiecie prudnickim. W latach 1975–1998 miejscowość należała administracyjnie do ówczesnego województwa opolskiego.
Wieś zajmuje 7,04 km², a mieszka  w niej 7% mieszkańców gminy. 

## Integralne części wsi
| SIMC    | Nazwa    | Rodzaj     |
| ------- | -------- | ---------- |
| 0504545 | Swornica | przysiółek |

## Nazwa
Topograficzny opis Górnego Śląska z 1865 roku notuje wieś pod nazwą Grocholub, a także wymienia historyczne nazwy we fragmencie: "Grocholub (1228 Grocholuba, 1534 Grocholouw)".

## Historia

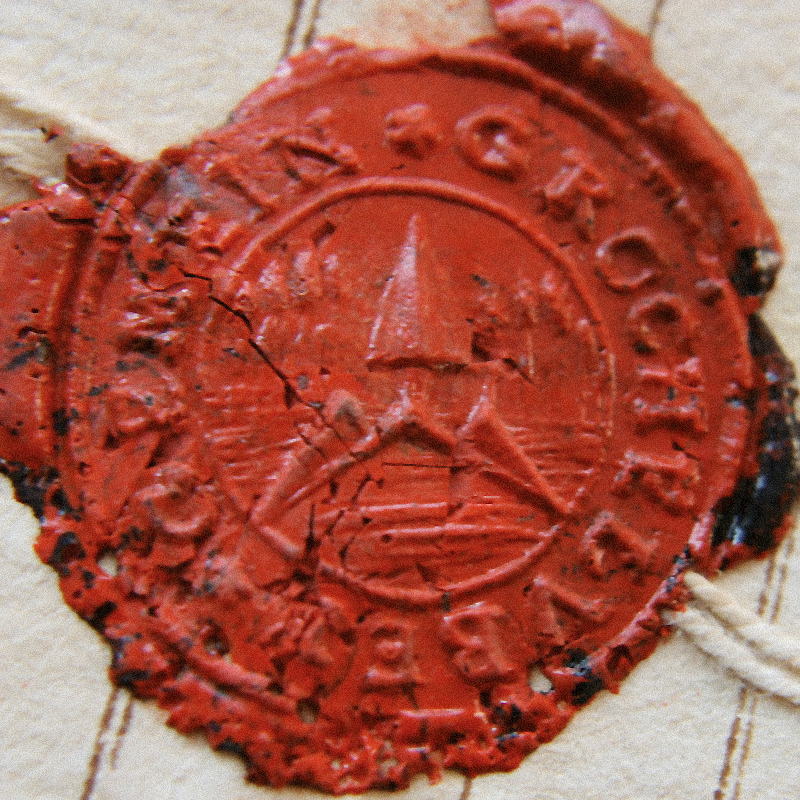
Pieczęć Grocholubia (1722)

Wieś wzmiankowana po raz pierwszy w łacińskim dokumencie z 1228 roku wydanym przez Kazimierza I opolskiego, gdzie zanotowana została w szeregu miejscowości założonych na prawie polskim iure polonico w zlatynizowanej, staropolskiej formie „Groholuba”. Dokument wystawiony został w związku z przekazaniem wsi dla zakonu norbertanek w Czarnowąsach.
W dokumencie wystawionym 22 sierpnia 1438 w Głogówku książęta Jan i Mikołaj zatwierdzili braciom Jakubowi i Maciejowi Stoklossenom, Janowi synowi Macieja, Janowi Lkoczka i Maciejowi Studiek – sołtysom w Grocholubiu posiadanie 4 łanów wolnego sołectwa w tejże wsi. Urbarz dóbr zamku w Głogówku z 1571 opisuje we wsi nowo wybudowany majątek ziemski specjalizujący się w hodowli owiec, nowy staw i tartak. W 1580 Valten von Winter z Głogówka sprzedał Christophowi Reichel dom z oborą, stodołą, ogrodem i karczmą w Grocholubiu. W 1602 hrabia Georg II von Oppersdorff pobierał należny czynsz z Grocholubia. Według urbarza głogóweckiego z 1635, we wsi mieszkało 17 rolników, sołtys i 15 zagrodników. Wówczas w Grocholubiu znajdowały się trzy stawy hodowlane.

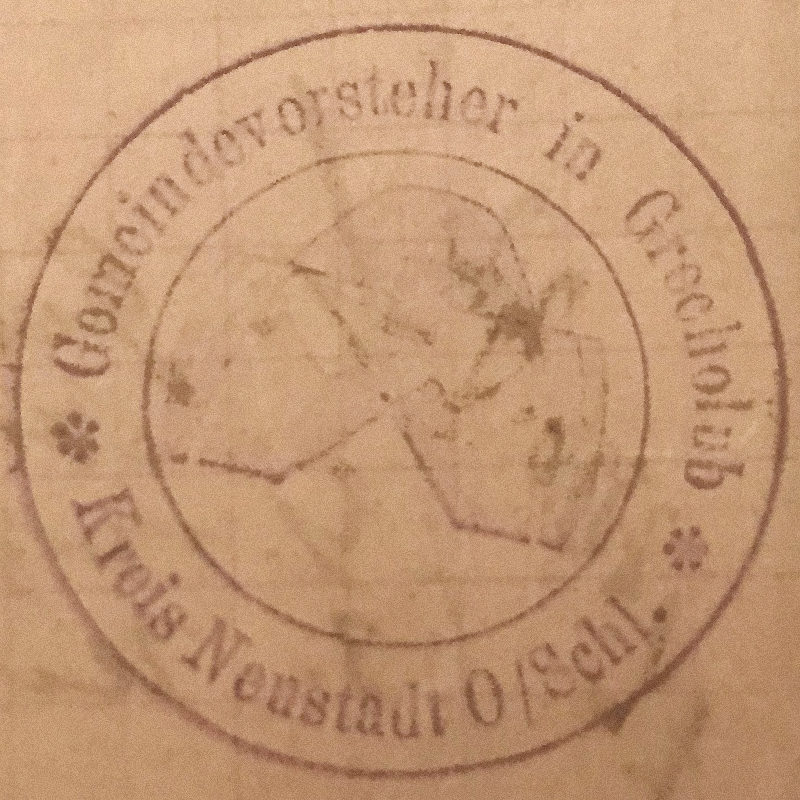
Pieczęć Grocholubia (1932)

Do 1742 wieś należała do powiatu sądowego głogóweckiego w Monarchii Habsburgów. Po I wojnie śląskiej znalazła się w granicach Królestwa Prus i weszła w skład powiatu prudnickiego w prowincji Śląsk. Wieś posiadała swoją własną pieczęć, która przedstawiała w polu trzy lemiesze ułożone w skos obok siebie, a w otoku napis: Gemeindevorsteher in Grocholub / Kreis Neustadt O/Schl. (pol. Gmina Grocholub / Powiat Prudnicki, Górny Śląsk)

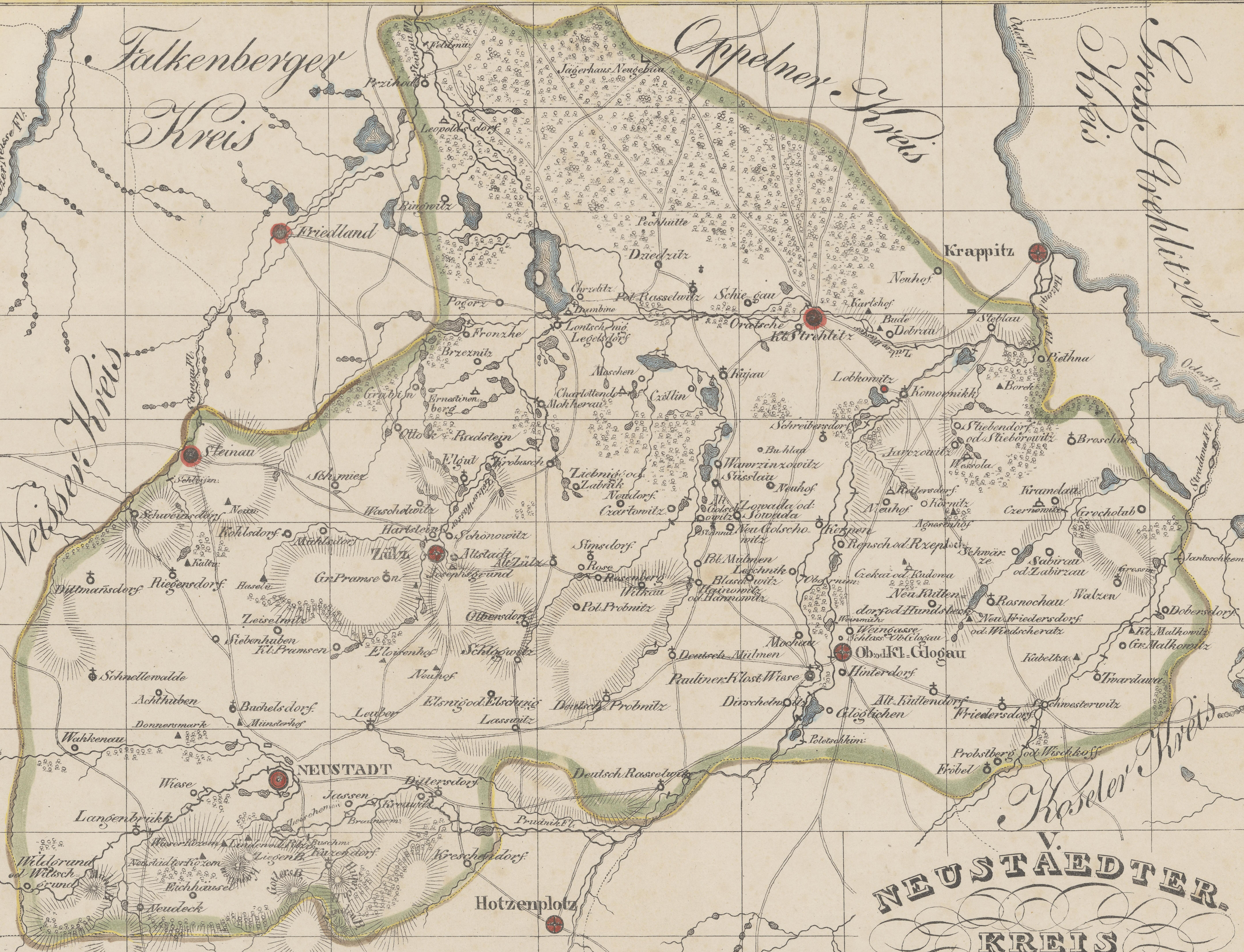
Grocholub wśród miejscowości ziemi prudnickiej na mapie z XIX wieku

W 1825 wieś liczyła 286 mieszkańców. Pierwsza szkoła we wsi została wzniesiona w 1842.

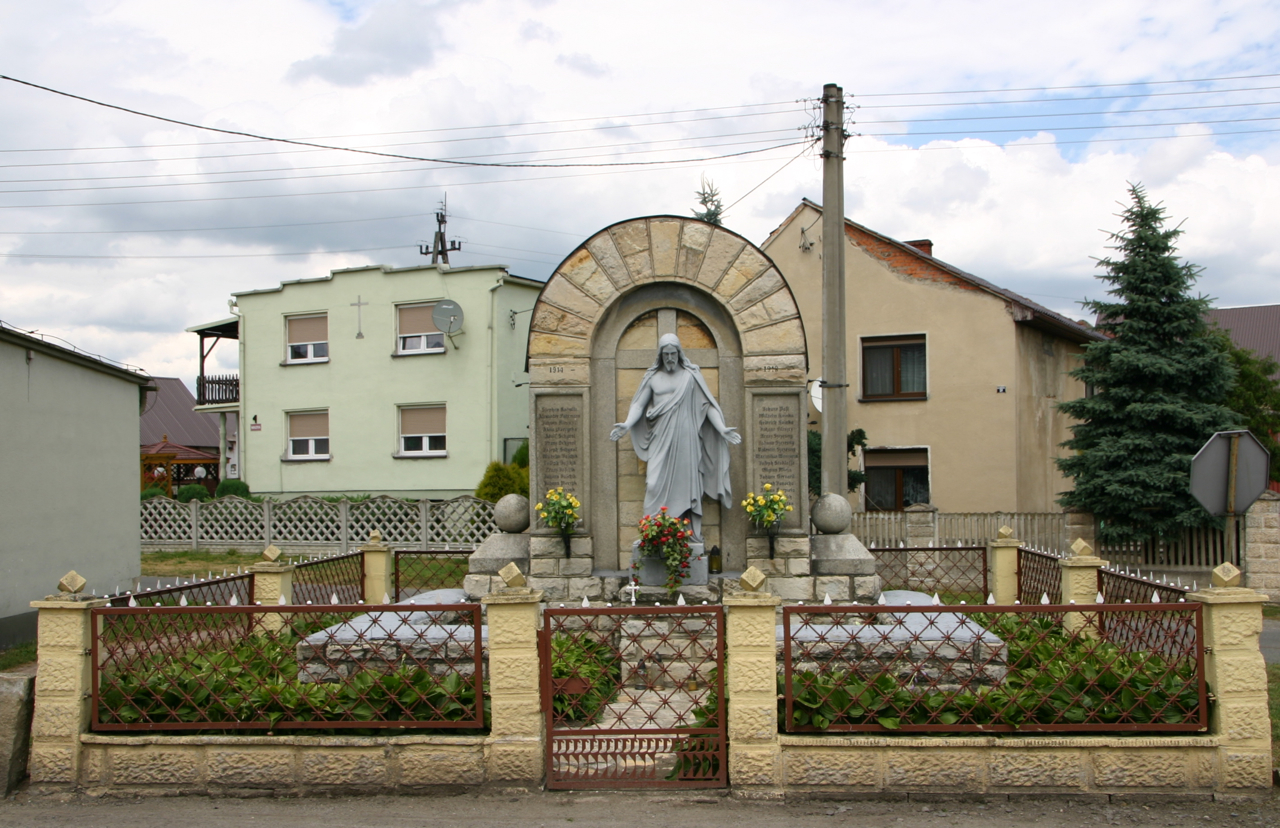
Pomnik poległych w I wojnie światowej

Według spisu Pruskiego Urzędu Statystycznego z 1 grudnia 1910 we wsi mieszkało 507 osób w tym 275 mężczyzn i 338 kobiet z czego 4 osoby były niemieckojęzyczne, a 502 - polskojęzyczne. Jedna osoba natomiast zadeklarowała dwujęzyczność. W wyborach parlamentarnych w Republice Weimarskiej w 1919 najwięcej głosów w Grocholubiu zdobyli chrześcijańscy demokraci.
W 1921 w zasięgu plebiscytu na Górnym Śląsku znalazła się tylko część powiatu prudnickiego. Grocholub znalazł się po stronie wschodniej, w obszarze objętym plebiscytem. 27 lutego 1921 w Grocholubiu odbył się polski wiec, w którym uczestniczył m.in. Franciszek Strzoda.
W okresie międzywojennym na terenie majątku w Grocholubiu znajdowało się przedszkole wiejskie. We wsi działała również ochotnicza straż pożarna, orkiestra dęta, piekarnia, masarnia, warsztaty stolarskie, kowal, kołodzieje, warsztat krawiecki, sklep spożywczy i pszczelarze. W latach 20. XX wieku w Grocholubiu powstał pomnik upamiętniający mieszkańców wsi, którzy zginęli podczas I wojny światowej.
Podczas II wojny światowej, w lutym 1945 Grocholub znalazł się w pasie natarcia 13 Dywizji Piechoty Armii Czerwonej pod dowództwem Siergieja Aleksandrowa. Do wsi przybył sztab oddziału 100 Dywizji Strzelców Wehrmachtu, który ulokował się w zabudowaniach piekarza Jana Smykały. Eskorta żołnierzy niemieckich przyprowadziła do Grocholubia 13 czerwonoarmistów, wziętych do niewoli. Dowódca sztabu w Grocholubiu rozkazał ich rozstrzelać. Trzem z nich polecono wykopać groby dla siebie i reszty, jednak zostali oni zabici podczas próby ucieczki. Żołnierze radzieccy zostali rozstrzelani za stodołą Smykały. Następnego dnia miejscowi rolnicy Józef Pelka, Paweł Macha i sołtys Stanisław Fuchs otrzymali od Niemców zadanie pochowania czerwonoarmistów w byłej piaskowni po prawej stronie szosy w kierunku Mechnicy. Zwłoki zakopali Franciszek Kałuża i August Kurpiel. Po wojnie, na mocy decyzji Sądu Grodzkiego w Głogówku, w 1947 zwłoki żołnierzy radzieckich zostały ekshumowane i przeniesione na cmentarz wojenny Armii Czerwonej w Kędzierzynie.
Od marca do maja 1945 powiat prudnicki znajdował się pod kontrolą radzieckiej komendantury wojskowej. 11 maja 1945 polska administracja przejęła władzę cywilną w powiecie prudnickim. Mieszkańcom Grocholubia, posługującym się dialektem śląskim bądź znającym język polski, pozwolono pozostać we wsi po otrzymaniu polskiego obywatelstwa. 5 lipca 1945 dziewięć dzieci w wieku od 4 do 10 lat doprowadziły do eksplozji granatów ręcznych porzuconych w rowie przy drodze do Straduni. Wszystkie dzieci zginęły na miejscu.
W latach 1945–1950 Grocholub należał do województwa śląskiego, a od 1950 do województwa opolskiego. W latach 1945–1954 wieś należała do gminy Walce, w latach 1954–1961 do gromady Brożec, a w latach 1961–1972 do gromady Walce. Podlegała urzędowi pocztowemu w Głogówku.
Do 1956 roku Grocholub należał do powiatu prudnickiego. W związku z reformą administracyjną, w 1956 Grocholub został odłączony od powiatu prudnickiego i przyłączony do nowo utworzonego krapkowickiego.
W 1949 we wsi znajdowały się między innymi: szkoła podstawowa prowadzona przez Inspektorat Szkolny w Prudniku, kotlarz, krawiec. W 1978 zlikwidowano szkołę w Grocholubiu.

## Liczba mieszkańców wsi
- 1784 – 231
- 1825 – 286[10]
- 1855 – 475
- 1871 – 535[27]
- 1885 – 540[28]
- 1905 – 565[29]
- 1910 – 507[30]
- 1933 – 556[31]
- 1939 – 553[31]
- 1966 – 515[32]
- 1998 – 450[33]
- 2002 – 429[33]
- 2009 – 374[33]
- 2011 – 378[33]
- 2015 – 376
- 2016 – 374
- 2017 – 373
- 2018 – 366
- 2019 – 364

## Zabytki

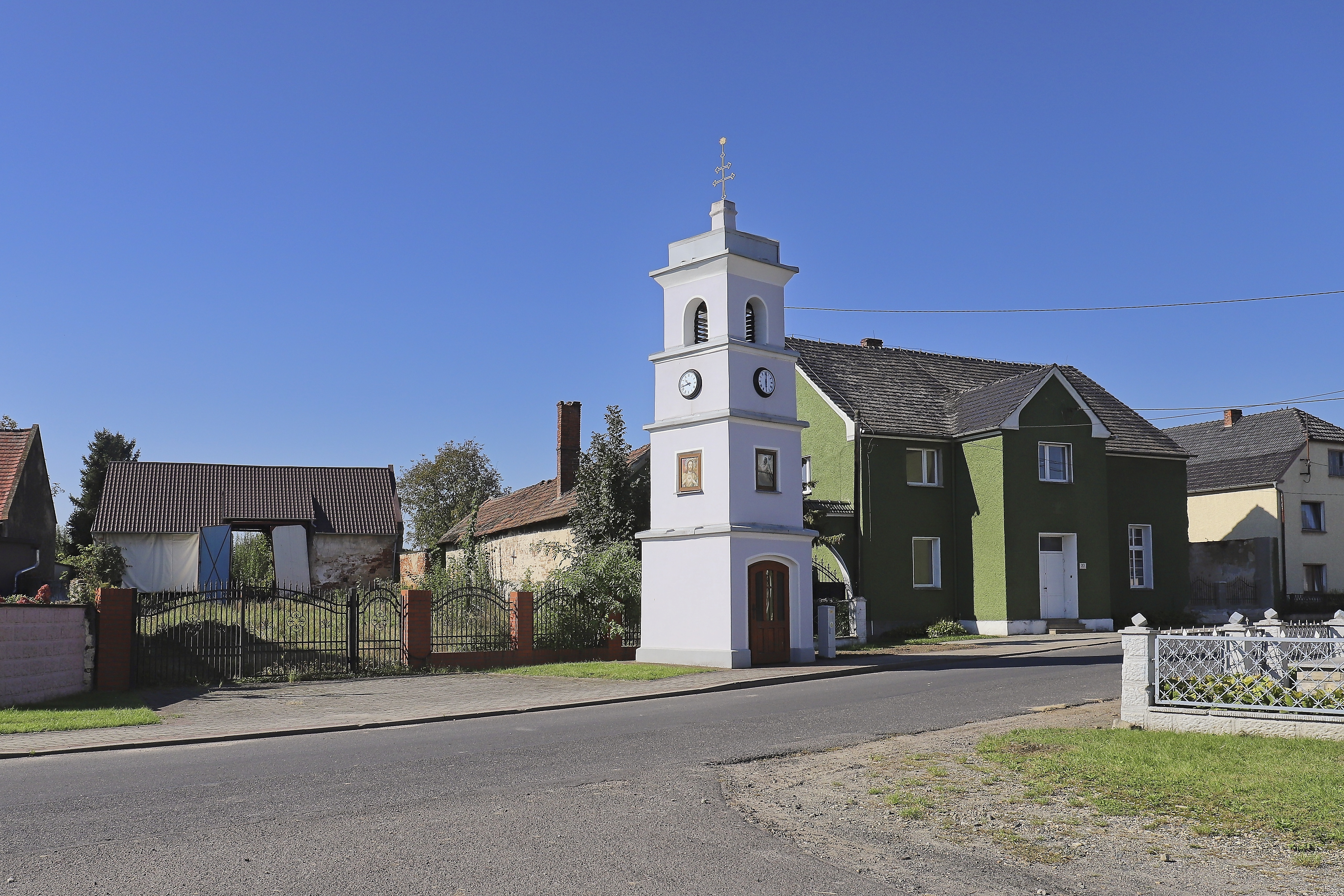
kapliczka-dzwonnica

Zgodnie z gminną ewidencją zabytków w Grocholubiu chronione są:
- układ ruralistyczny wsi
- kuźnia, ul. Opolska 15, XIX w., 1932
- szkoła, ob. świetlica wiejska, ul. Opolska 19, 4. ćw. XIX w., lata 20. XX w.
- budynek mieszkalny, ul. Opolska 47, 1873, lata 80. XX w.
- kapliczka-dzwonnica koło domu ul. Opolska 33, pocz. XIX w., pocz. XX w z dzwonem z 1826
- pomnik ofiar I wojny światowej, ul. Opolska, 1922

## Instytucje
We wsi działa OSP, sklep i Rolnicza Spółdzielnia Produkcyjna.

## Religia
Wieś przynależy do parafii rzymskokatolickiej w Walcach.

## Turystyka
Oddział PTTK „Sudetów Wschodnich” w Prudniku ustanowił turystyczną Odznakę Krajoznawczą Ziemi Prudnickiej, którą zdobywa się poprzez zwiedzenie odpowiedniej liczby obiektów w miejscowościach położonych na ziemi prudnickiej, w tym w Grocholubiu.

## Bezpieczeństwo

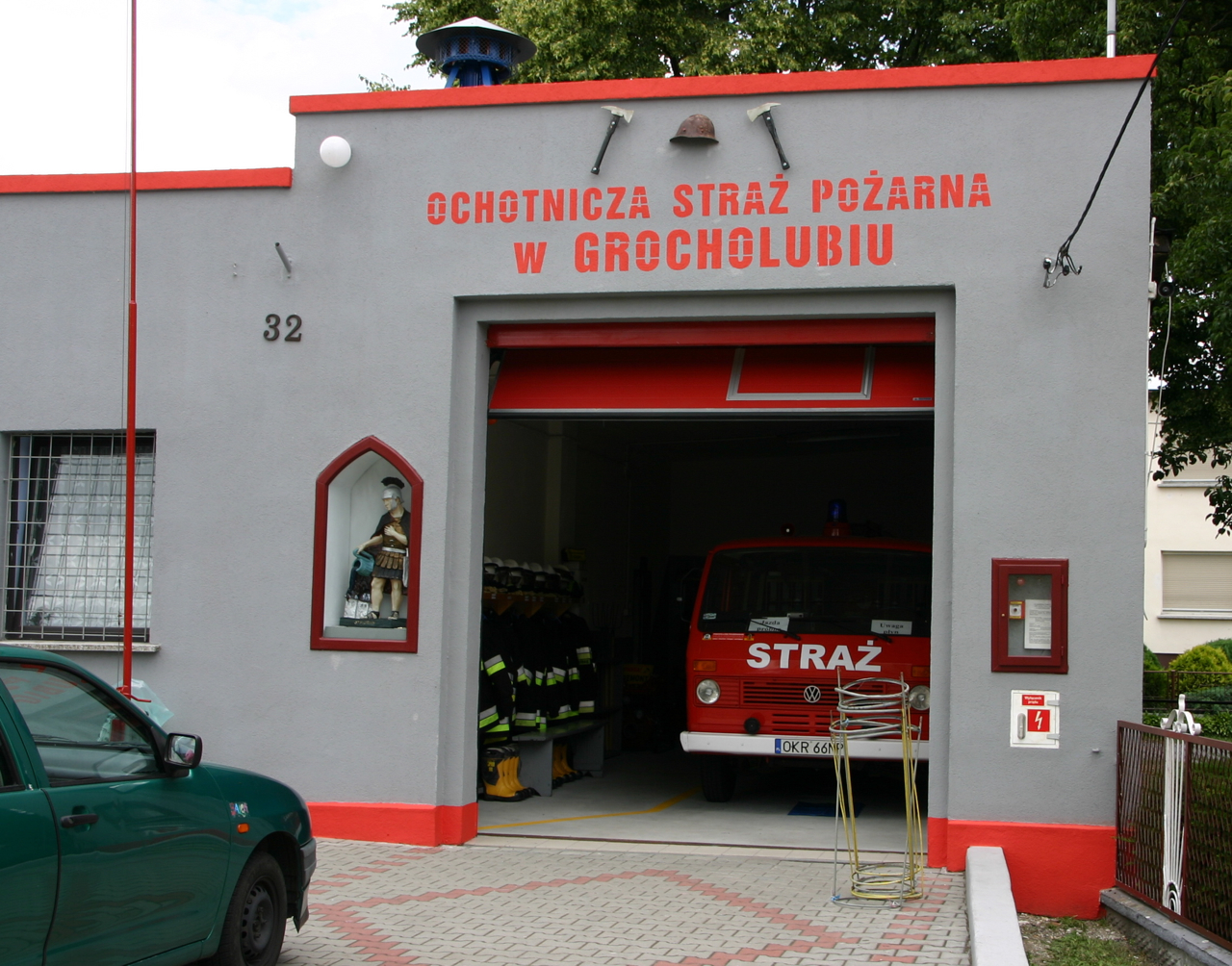
Remiza OSP Grocholub

W zakresie ochrony przeciwpożarowej oraz innych miejscowych zagrożeń w Grocholubiu działa jednostka Ochotniczej Straży Pożarnej. Jednostka OSP została założona w 1921. Do 1998 bezpieczeństwo pożarowe w Grocholubiu było nadzorowane przez Komendę Rejonową PSP w Prudniku.
Miejscowość jest pod opieką dzielnicowego rejonu służbowego nr 7 Komendy Powiatowej Policji w Krapkowicach.
Teren wsi, jak i całej gminy Walce, położony jest w strefie nadgranicznej w związku z czym Straż Graniczna dysponuje, na tym obszarze, specjalnymi kompetencjami w zakresie bezpieczeństwa. Gminę Walce obejmuje zasięgiem służbowym placówka Straży Granicznej w Opolu ze Śląskiego Oddziału SG.

## Znane osoby związane z miejscowością
Adolf Baron - (urodzony 13 kwietnia 1866r. w tej wsi, zmarł 17 stycznia 1934r. w Gogolinie) burmistrz Krapkowic w latach 1898-1932.